# ميهالي فالوب
ميهالي فالوب (بالمجرية: Fülöp Mihály)‏ هو مبارز بالسيف مجري، ولد في 10 أبريل 1936 في بودابست في المجر، وتوفي بنفس المكان في 26 سبتمبر 2006.

## وصلات خارجية
- ميهالي فالوب على موقع أوليمبيديا (الإنجليزية)
- ميهالي فالوب على موقع اللجنة الأولمبية المجرية (الهنغارية)